# Måndagsrörelsen
Måndagsrörelsen var en svensk opinionsrörelse för de baltiska staternas självständighet från Sovjetunionen, verksam från mars 1990 till september 1991 då länderna blev självständiga.
Rörelsen arrangerade total 79 publika manifestationer på Norrmalmstorg i Stockholm. Initiativtagare var Gunnar Hökmark, Peeter Luksep, Håkan Holmberg och Andres Küng.

## Genomslag och eftermäle
Vid sidan av de veckovisa måndagsmötena på Norrmalmstorg ägde månadsmöten som mest rum i femtio städer i Sverige år 1991, och mer regelbundet i trettio städer.
Under sin korta levnad fick måndagsrörelsen ett starkt genomslag i den svenska opinionen och initiativtagarna belönades senare med flera förtjänsttecken från de baltiska staterna som tack.Norrmalmstorg blev också 1994 platsen för minnesmonumentet "Frihetens källa", formgiven av Björn Selder.
Den 15 augusti 2011 höll Sveriges statsminister Fredrik Reinfeldt ett tal till minne av 20-årsjubileet. Närvarande vid detta möte på Norrmalstorg var även de baltiska staternas regeringschefer.
En minnesbok med bilder från Norrmalmstorgsmötena av fotografen Björn Larsson Ask har utgivits, kallad Måndag klockan tolv.

## Måndagsrörelsen för Ukraina

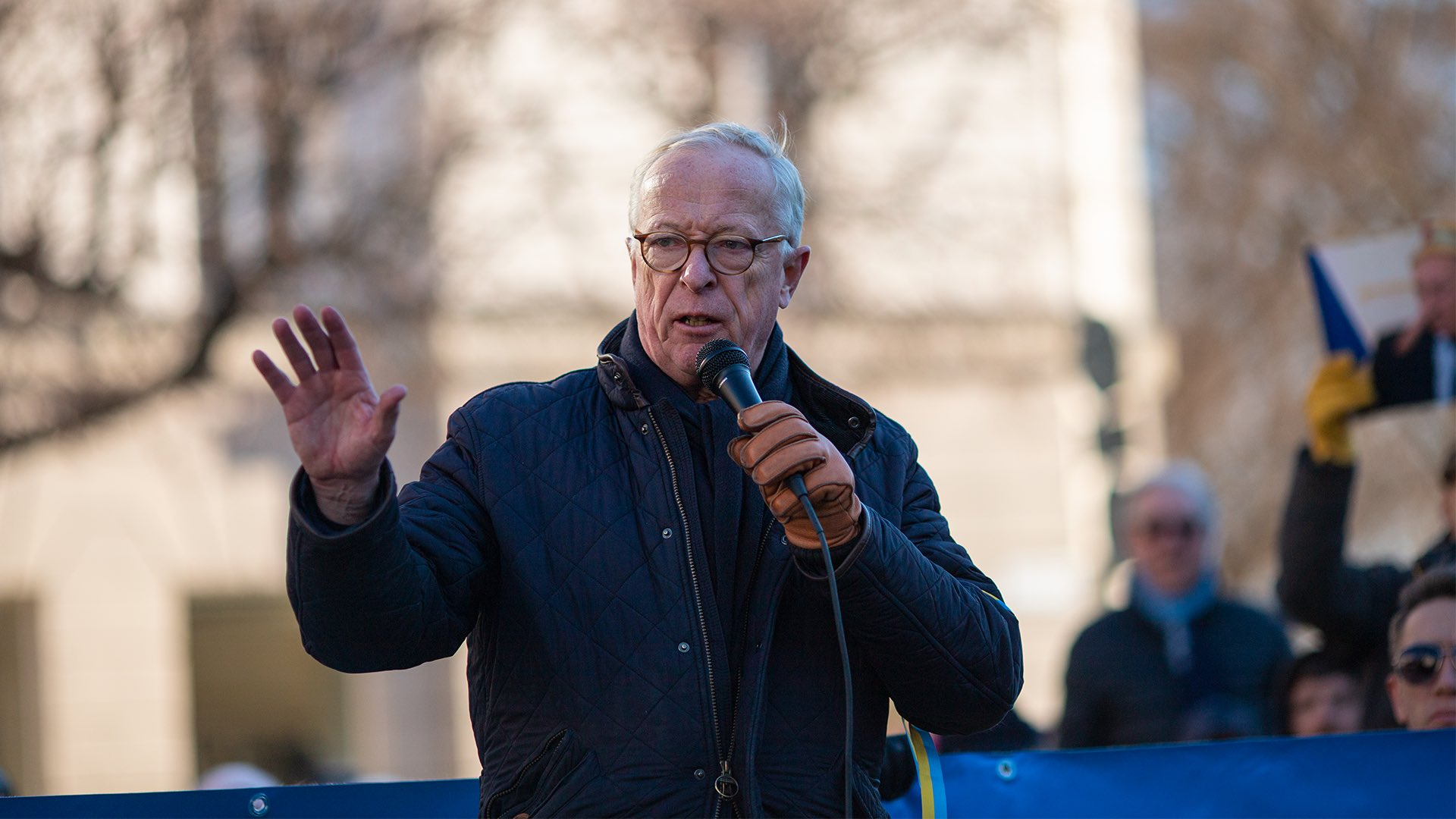
Gunnar Hökmark på måndagsmöte 28 februari 2022

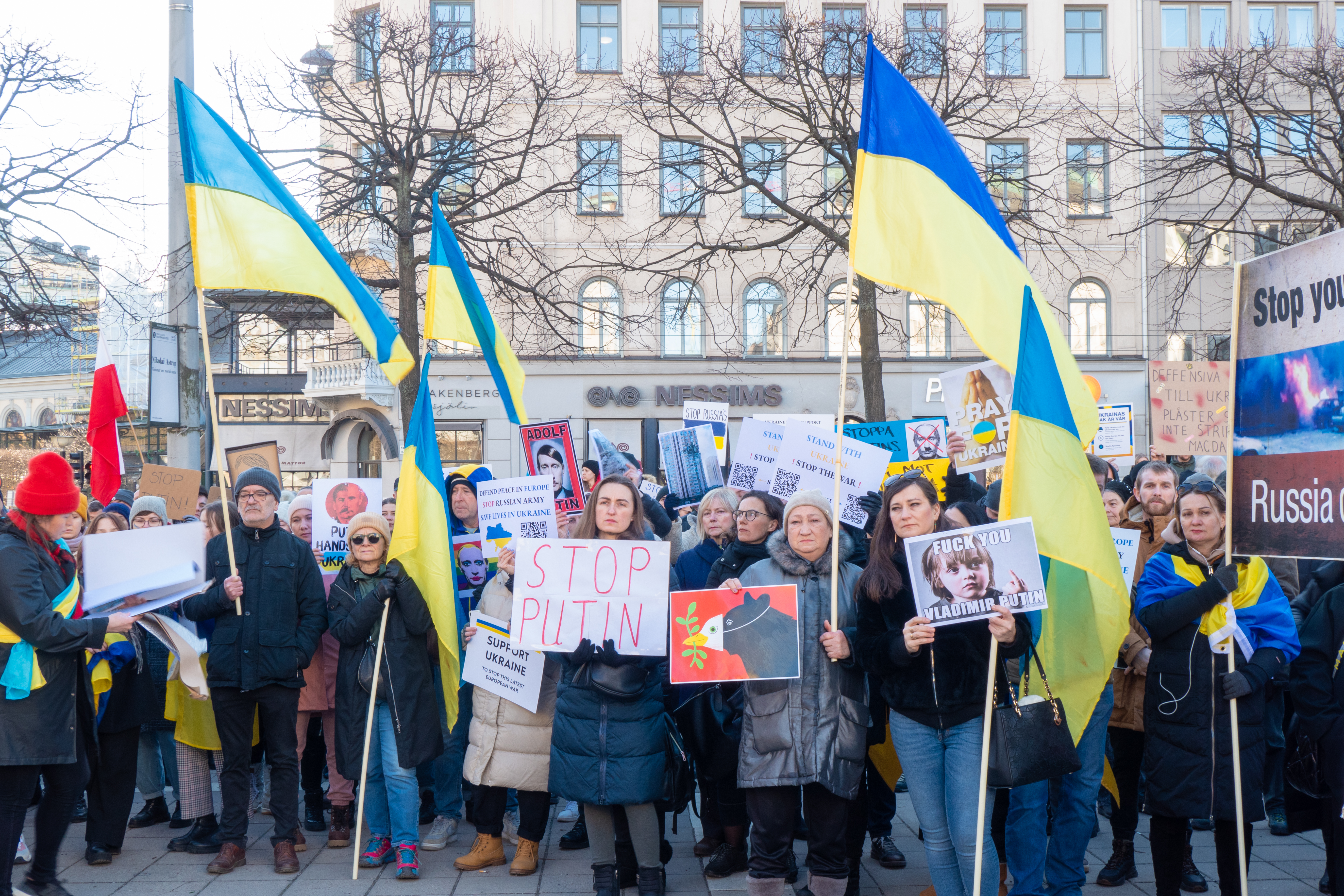
Demonstration på Norrmalmstorg mot Rysslands angreppskrig mot Ukraina.

Den 28 februari 2022 startades Måndagsmötena på Norrmalmstorg upp igen, denna gång till stöd för Ukrainas kamp gentemot den ryska invasionen. Initiativet till mötena togs av Gunnar Hökmark, den enda levande av de ursprungliga initiativtagarna. Även denna gång har mötena fått visst genomslag och har mottagit talare såsom Ulf Kristersson, Svetlana Tichanovskaja, Martin Modeus, Birgitta Ohlsson, Hannes Meidal såväl som representerar för merparten av riksdagspartierna, flertalet ambassadörer samt otaliga hjälp och civilsamhällesorganisationer. På årsdagen 2023 kunde man räkna 47 hållna möten. 
Måndagsdemonstrationer för Ukraina hölls också bland annat på Stora torget i Linköping, på Stortorget i Malmö, på Stortorget i Helsingborg och på Rådhustorget i Östhammar.